# Engden
Engden est une commune allemande de l'arrondissement du Comté de Bentheim, dans le land de Basse-Saxe.

## Source, notes et références
- (de) Cet article est partiellement ou en totalité issu de l’article de Wikipédia en allemand intitulé « Engden » (voir la liste des auteurs).